# بطل شعبي (يوغسلافيا)

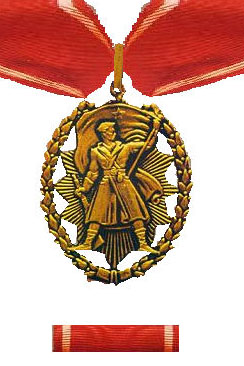
شكل الميدالية

بطل شعبي (بالصربية: Народни херој)(بالكرواتية Orden narodnog heroja) كان لقباً تشريفياً مترافقاً بوسام البطل الشعبي في جمهورية يوغوسلافيا الاشتراكية الاتحادية، وهو ثاني أوسمتها العسكرية مرتبة بعد وسام الحرية ومنحت كميدالية الشهامة اليوغوسلافية، وثاني اعلي جائزه عسكريه، وثالث الزخرفة اليوغوسلافية العامة. وقد منحت للافراد والوحدات العسكرية والمنظمات السياسية وغيرها التي تميزت بالاعمال البطولية غير العادية اثناء الحرب وفي زمن السلم. وعرفت الجهات المتلقية بعد ذلك باسم «ابطال الشعب في يوغوسلافيا» أو «الابطال الوطنيين ليوغوسلافيا». وقد منحت الاغلبيه الساحقة لأنصار الأعمال خلال الحرب العالمية الثانية. ومنح ما مجموعه 1,322 من الجوائز في يوغوسلافيا، ومنحت 19 جائزه للأجانب.

## ابرز الحاصلين على اللقب
- يوسيب بروز تيتو
- ماريا بورساتش
- ندى ديميتش
- يوسيب كراش